# نیدکس
نیدکس (انگلیسی: Nadex) شرکت خدمات مالی آمریکایی است، که در سال ۲۰۰۴ تأسیس شد.